# Valentin Williams
Pour les articles homonymes, voir Williams.
Œuvres principales
- Série du « Pied Bot » (1918-1944)

George Valentine Williams (Londres, 20 octobre 1883 - New York, 20 novembre 1946) est un journaliste britannique, mieux connu comme auteur de roman policier et de roman d'espionnage sous le pseudonyme Valentine Williams. En France, il est rebaptisé Valentin Williams à partir de sa première publication dans la collection Le Masque. Williams est le créateur du docteur Adolph Grundt, le machiavélique espion allemand, surnommé le Pied Bot, en raison de l'inquiétante claudication, annonciatrice de sa venue.

## Biographie
Après des études en Angleterre et en Allemagne, ce fils d'un rédacteur en chef chez Reuters devient journaliste de cette même agence de presse dès l'âge de 19 ans. Sa connaissance de la langue et de la société allemandes décide bientôt son employeur à le nommer correspondant à Berlin.
En 1909, il entre au Daily Mail. Affecté aux événements internationaux, il parcourt le continent européen : d'abord installé à Paris, il se rend au Portugal pendant et après la Révolution du 5 octobre 1910, puis, en Europe de l'Est pendant la Guerre des Balkans (1911-1912).
Lors de la Première Guerre mondiale, il est dépêché sur le Front de l'Ouest, mais la censure dont il est victime de la part des états-majors l'encourage à abandonner son travail de reporter pour s'engager dans les Irish Guards. Second lieutenant, il est blessé à deux reprises au cours des combats. Démobilisé, il revient au journalisme, mais s'essaie au roman, publiant en 1918 la première aventure du Pied Bot, cet espion allemand, ennemi juré des puissances de l'Europe occidentale, qui lance sa carrière littéraire. Pendant l'Entre-deux-guerres, il crée aussi un héros de whodunit plus traditionnel grâce à Trevor Dene, le fin limier à lunettes de Scotland Yard.
Pendant la Seconde Guerre mondiale, sous le couvert de la profession de reporter, Williams accepte des missions d'espionnage pour le compte du Foreign Office et, à partir de 1942, il intègre les rangs du Political Warfare Executive jusqu'à la fin du conflit.
Il meurt en 1946.

## Œuvre

### Romans

#### Série duPied Bot
- The Man with the Club Foot (1918), signé Douglas Valentine en Angleterre et Valentine Williams aux États-Unis. Publié en français sous le titre L'Homme au Pied bot, Paris, Librairie des Champs-Élysées, coll. Le Masque no 5, 1927 ; réédition, Paris, Édito-Service, Les Classiques de l'espionnage, 1973 ; réédition dans Agents secrets dans la Grande Guerre, Paris, Omnibus, 2005
- The Return of Clubfoot ou Island Gold (1922) Publié en français sous le titre Le Retour du Pied bot, Paris, Librairie des Champs-Élysées, coll. Le Masque no 10, 1928
- Clubfoot the Avenger (1924) Publié en français sous le titre Les Vengeances du Pied bot, Paris, Librairie des Champs-Élysées, coll. Le Masque no 15, 1928
- The Crouching Beast (1928) Publié en français sous le titre La Bête rampante, Paris, Librairie des Champs-Élysées, coll. Le Masque no 37, 1929
- The Gold Comfit Box ou The Mystery of the Gold Box (1932) Publié en français sous le titre Le Drageoir d'or, Paris, Librairie des Champs-Élysées, coll. Le Masque no 260, 1938
- The Spider's Touch (1936) Publié en français sous le titre La Toile d'araignée, Paris, Librairie des Champs-Élysées, coll. Le Masque no 236, 1937
- Courier to Marrakesh (1944) Publié en français sous le titre Le Pied Bot contre l'Intelligence Service, Paris, Librairie des Champs-Élysées, coll. Le Masque no 336, 1946

#### SérieInspecteur Manderton
- The Yellow Streak (1922) Publié en français sous le titre La Veine jaune, Paris, Librairie des Champs-Élysées, coll. Le Masque no 50, 1929
- The Orange Divan (1923) Publié en français sous le titre Le Divan orange, Paris, Librairie des Champs-Élysées, coll. Le Masque no 40, 1929
- The Eye in Attendance (1927) Publié en français sous le titre L'Inspecteur Manderton, Paris, Librairie des Champs-Élysées, coll. Le Masque no 56, 1930

#### SérieTrevor Dene
- Death Answers the Bell (1931), l'inspecteur Manderton fait une apparition dans ce roman. Publié en français sous le titre Derrière la porte jaune, Paris, Librairie des Champs-Élysées, coll. Le Masque no 214, 1936
- The Clock Ticks On (1933) Publié en français sous le titre L'Heure inexorable, Paris, Librairie des Champs-Élysées, coll. Le Masque no 246, 1938
- Masks Off at Midnight (1934) Publié en français sous le titre Le Bal masqué des Waverly, Paris, Gründ, coll. Scotland Yard, 1935
- The Clue of the Rising Moon (1935) Publié en français sous le titre L'Homme de Scotland Yard, Paris, Librairie des Champs-Élysées, coll. Le Masque no 220, 1936

#### SérieHorace B. Treadgold
- Dead Man Manor (1936)
- Mr Treadgold Cuts In ou The Curiosity of Mr Treadgold (1937)
- Skeleton Out of the Cupboard (1946) Publié en français sous le titre Le Cavalier rouge, Paris, Librairie des Champs-Élysées, coll. Le Masque no 391, 1951

#### SérieSecret Service
- The Secret Hand ou Okewood of the Secret Service (1918) Publié en français sous le titre Service secret, Paris, Librairie des Champs-Élysées, coll. Le Masque no 62, 1930
- Mannequin ou The Mysterious Miss Morrisot (1930) Publié en français sous le titre Mannequin, Paris, Librairie des Champs-Élysées, coll. Police-Sélection no 6, 1934
- The Fox Prowls (1939) Publié en français sous le titre Le renard chasse, Paris, Librairie des Champs-Élysées, coll. Le Masque no 364, 1949

#### Autres romans
- The Three of Clubs (1924) Publié en français sous le titre Le Trois de trèfle, Paris, Librairie des Champs-Élysées, coll. Le Masque no 2, 1927
- The Red Mass (1925) Publié en français sous le titre La Messe rouge, Paris, Librairie des Champs-Élysées, coll. Le Masque no 115, 1932
- Mr Ramosi (1926) Publié en français sous le titre Le Mystérieux Monsieur Ramosi, Paris, Librairie des Champs-Élysées, coll. Le Masque no 46, 1929
- The Pigeon House ou The Key Man (1926) Publié en français sous le titre La Maison de la falaise, Paris, Librairie des Champs-Élysées, coll. Le Masque no 19, 1928
- The Knife Behind the Curtain (1930)
- Fog (1933), en collaboration avec Dorothy Rice Sims Publié en français sous le titre Brouillard, Paris, Librairie des Champs-Élysées, coll. Le Masque no 266, 1939
- The Portcullis Room (1934) Publié en français sous le titre Drame en Écosse, Paris, Librairie des Champs-Élysées, coll. Le Masque no 249, 1938
- Double Death (1939)

### Nouvelles

#### Nouvelles de la série duPied Bot
- The Mystery of the Purple Cabriolet (1923)
- The Ikon of Smolensk (1923)
- The Adventure of the Top Flat (1923)
- The Constinople Courier (1923)
- The House of Pimlico (1923)
- The Chamois Leather Packet (1923)
- Two Strings to the Bow (1931)
- Miss Parritt Disappears (1931)
- The Man in the Hammam (1931)

#### Nouvelles isolées
- The Unseen Witness (1920)
- The Roadside Garage (1923)
- The Secret of the Silver Icon (1923)
- The Briar (1925)
- The Little Gold God (1925)
- The Continuity Girl (1926)
- The Heart of Alix (1926)
- The Collar of Emeralds (1927)
- Line-Up (1932)
- Footsteps at Night (1935)
- Shadow of the Moon (1935)

## Sources
- Jacques Baudou et Jean-Jacques Schleret, Le Vrai Visage du Masque, vol. 1, Paris, Futuropolis, 1984, 476 p. (OCLC 311506692), p. 467-468.
- Claude Mesplède (dir.), Dictionnaire des littératures policières, vol. 2 : J - Z, Nantes, Joseph K, coll. « Temps noir », 2007, 1086 p. (ISBN 978-2-910-68645-1, OCLC 315873361), p. 536-537 (Pied Bot) et 1031-1032.